# سيريت
سيريت (باليديشية: סערעט)‏ هي مدينة وبلدية وأبرشية سابقة في إقليم سوتشيافا، شمال شرق رومانيا. يبلغ عدد سكان المدينة 7,721 نسمة حسب إحصاء 2011.

## تاريخ
خلال الفترة 1211-1225، قام فرسان تيوتون ببناء قلعة على تل بالقرب من سيريت. تم تدمير كل من البلدة والقلعة على يد التتار في عام 1241. وفقا لبعض المصادر التاريخية، يعود تاريخ أول وثيقة تاريخية لسيريت إلى عام 1339. كانت المدينة عاصمة للإمارة السابقة لمولدافيا، في أواخر القرن الرابع عشر.
تفشى وباء الكوليرا في المدينة بعد احتلال الجيش الإمبراطوري الروسي لها عام 1770. جنبا إلى جنب مع بقية بوكوفينا، كانت سيريت تحت الحكم الإمبراطوري لمملكة هابسبورغ (لاحقا الإمبراطورية النمساوية المجرية) من 1775 إلى 1918.
خلال الحرب العالمية الثانية، تمت السيطرة على المدينة في 3 أبريل 1944 من قبل القوات السوفيتية من الجبهة الأوكرانية الأولى في سياق هجوم دنيبر-كاربات.

## جغرافيا
تقع بلدة سيريت في الحد الشمالي الشرقي من إقليم سوتشيافا، على بعد كيلومترين من الحدود مع أوكرانيا، وهي واحدة من نقاط المرور الحدودية الرئيسية في شمال البلاد، حيث يوجد كل من موقع حدودي بري اتصال السكك الحديدية. تقع سيريت في نصف المسافة بين تشيرنوفتسي وسوتشافا، على الضفة اليمنى لنهر سيريت.

## علاقات دولية
لدى مدينة سيريت اتفاق توأمة مع المدن التالية:
 ألتيا، إسبانيا - 1991
 باد كوتستينغ، ألمانيا - 1991
 بيلاجيو، إيطاليا - 1991
 بوندوران، جمهورية أيرلندا - 1991
 غرانفيل، فرنسا - 1991
 هوفاليز، بلجيكا - 1991
 هولستيبرو، الدنمارك - 1991
 شيربيك، بلجيكا - 1991
 ميرسن، هولندا - 1991
 نييديرانفن، لوكسمبورغ - 1991
 بروزة، اليونان - 1991
 سيسيمبرا، البرتغال - 1991
 شيربورن، المملكة المتحدة - 1991
 كاركيلا، فنلندا - 1997
 أوكسيلوسوند، السويد - 1998
 يودنبورغ، النمسا - 1999
 خوينا، بولندا - 2004
 كوسيغ، المجر - 2004
 سيغولدا، لاتفيا - 2004
 سوشيتسا، التشيك - 2004
 توري، إستونيا - 2004
 زفولن، سلوفاكيا - 2007
 بريناي، ليتوانيا - 2008
 مارساسكالا، مالطا - 2009
 تريافنا، بلغاريا - 2011

## توأمة
لسيريت اتفاقيات توأمة مع كل من:
- ألتيا
- باد كوتستينغ
- بيلاجيو
- بوندوران
- غرانفيل
- هولستيبرو
- هوفاليز
- ميرسن
- Niederanven [الإنجليزية]‏
- بروزة
- Sesimbra [الإنجليزية]‏
- Sherborne [الإنجليزية]‏
- كاركيلا
- Oxelösund [الإنجليزية]‏
- يودنبورغ
- خوينا
- كوسيغ
- سيغولدا
- سوشيتسا
- Türi Parish [الإنجليزية]‏
- زفولن
- بريناي
- مارساسكالا
- دبيتسا
- Agros, Cyprus [الإنجليزية]‏
- شكوفجا لوكا
- تريافنا

## أعلام
- ليو كاتس
- إليسابيتا ليبا